# Giangiacomo da Mantova

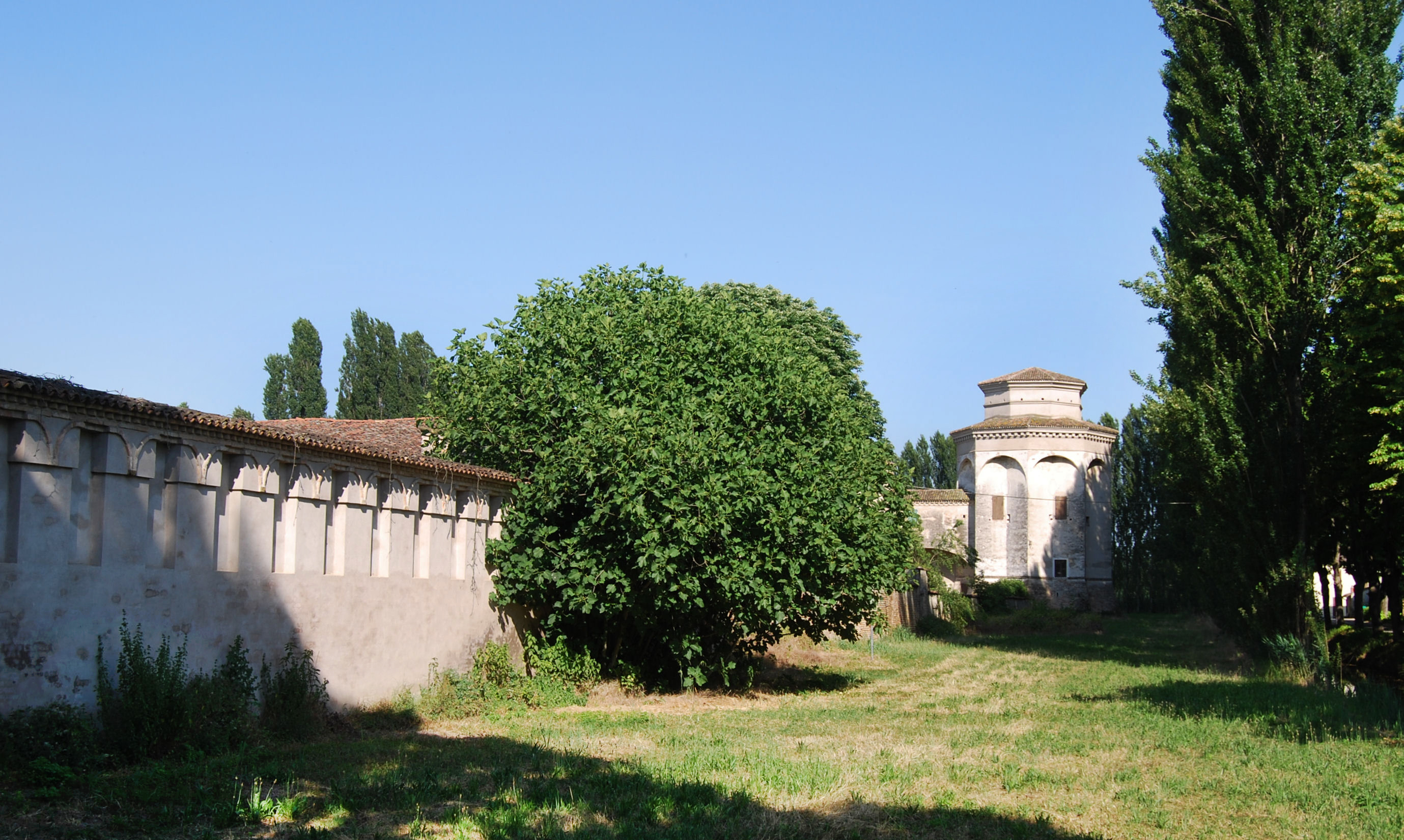
Casatico (Marcaria), Corte Castiglioni con la torre stellata

Giangiacomo da Mantova (Mantova, ... – XVI secolo) è stato un pittore italiano del Rinascimento, attivo nella seconda metà del Cinquecento.

## Biografia
Epigono di Giulio Romano, nel 1576 operò nella torre a pianta stellare presso la Corte Castiglioni di Casatico, di proprietà della celebre famiglia Castiglioni. Alle decorazioni della corte contribuì anche Giulio Rubone, contemporaneo di Giangiacomo.